# Метрополен град Неапол
Метрополен град Неапол (на италиански: Città Metropolitana di Napoli) е една от петте провинции, съставящи регион Кампания, Южна Италия. Tой е на 3-то място по население, на 6-о място по брой общини и на 14-о място по площ от 14-те метрополни града на Италия.
От 1 януари 2015 г. Метрополен град Неапол е наследник на Провинция Неапол. Това е постановено чрез Закон №56 от 7 април 2014 г. – Закон на Делрио, който определя 10-те метрополни града в регионите с обикновен статут, чиито територии съвпадат с тези на предходните провинции.
Площта му е 1178,93 км², а населението – 3 082 905 жители, от които 135 594 чужди граждани, вкл. и 3492 български (към 31 декември 2019 г.). Включва 92 общини и негов административен център е град Неапол.

## География
Метрополен град Неапол граничи с провинциите Казерта и Беневенто на север, с провинция Авелино на изток и с провинция Салерно на югоизток. На юг и на запад бреговете му се мият от водите на Тиренско море.

## Население и административно деление
Това е най-гъсто населеният район както в Италия, така и в Европа. Територията на целия метрополен град заедно с островите е по-малка от тази на градската част на Рим. Повечето от градовете и градчетата са свързани в едно цяло. т.е. нямат видимо разделение.

### Общини с над 30 хил. население към 31 декември 2019
|     | Община                | Население | Българи |
| --- | --------------------- | --------- | ------- |
| 1.  | Неапол                | 962 589   | 915     |
| 2.  | Джулияно ин Кампания  | 125 058   | 188     |
| 3.  | Торе дел Греко        | 83 987    | 94      |
| 4.  | Поцуоли               | 80 074    | 76      |
| 5.  | Казория               | 76 205    | 85      |
| 6.  | Кастеламаре ди Стабия | 65 300    | 295     |
| 7.  | Афрагола              | 64 354    | 22      |
| 8.  | Марано ди Наполи      | 59 576    | 149     |
| 9.  | Ачера                 | 59 525    | 20      |
| 10. | Портичи               | 53 724    | 43      |
| 11. | Ерколано              | 52 273    | 13      |
| 12. | Казалнуово ди Наполи  | 48 697    | 24      |
| 13. | Сан Джорджо а Кремано | 44 564    | 24      |
| 14. | Торе Анунциата        | 41 787    | 57      |
| 15. | Куарто                | 41 180    | 9       |
| 16. | Помиляно д'Арко       | 40 318    | 16      |
| 17. | Мелито ди Наполи      | 37 690    | 37      |
| 18. | Кайвано               | 37 454    | 18      |
| 19. | Муняно ди Наполи      | 35 233    | 40      |
| 20. | Сома Везувиана        | 34 902    | 10      |
| 21. | Нола                  | 34 450    | 35      |
| 22. | Арцано                | 33 801    | 7       |
| 23. | Сант'Антимо           | 33 691    | 98      |
| 24. | Сан Джузепе Везувиано | 31 341    | 31      |
| 25. | Виларика              | 31 218    | 30      |

### Административно деление
Метрополен град Неапол се разделя от правителството на регион Кампания на шест района с 92 общини:
1 – Община Неапол – с най-голямо население и площ
2 – Район „Северен Неапол“: общини Арцано, Грумо Невано, Казандрино, Казаваторе (с най-малка площ и най-гъсто населена), Казория, Мелито ди Наполи, Муняно ди Наполи, Сант'Антимо, Фратамаджоре, Фратаминоре.
- Северозападен Неапол: Виларика, Джуляно ин Кампания, Калвицано, Куалиано, Марано ди Наполи.
- Североизточен Неапол: Ачера, Афрагола, Брушано, Кайвано, Кардито, Казалнуово ди Наполи, Кастело ди Чистерна, Криспано, Помиляно д'Арко.

3 – Район „Везувий“: общини Боскореале, Боскотреказе, Вола, Ерколано, Кастеламаре ди Стабия, Маса ди Сома, Отавиано, Поджомарино, Полена Трокия, Помпей, Портичи, Сан Джорджо а Кремано, Сан Джузепе Везувиано, Сан Себастиано ал Везувио, Сант'Анастазия, Сома Везувиана, Стриано, Терциньо, Торе Анунциата, Торе дел Греко, Треказе, Черкола.
4 – Район "Нола: общини Вишано, Кампозано, Карбонара ди Нола, Казамарчано, Комициано, Ливери (с най-малко население), Марилянела, Мариляно, Нола, Палма Кампания, Рокараинола (най-рядко населена), Сан Дженаро Везувиано, Сан Паоло Бел Сито, Сан Виталиано, Савиано, Туфино, Чичано, Чимитиле, Шишано.
5 – Район „Флегрей“ с островите Иския и Прочида: общини Баколи, Барано д'Иския, Казамичола Терме, Куарто, Иския (с най-ниска надм. височина), Лако Амено (с най-ниска надморска височина), Монте ди Прочида, Поцуоли, Прочида, Серара Фонтана, Форио
6 – Район „Соренто“ с остров Капри: общини Аджерола (с най-голяма надм. височина), Анакапри, Капри, Казола ди Наполи, Граняно, Летере, Маса Лубренсе, Мета, Пиано ди Соренто, Пимонте, Сант'Аниело, Сант'Антонио Абате, Санта Мария ла Карита, Соренто, Вико Екуенсе.

## Население
Към 31 декември 2019 г. населението на провинцията е 3 082 905 жители. Чужденците с постоянно местожителтсво са 135 594 души, като почти половината от тях живеят в град Неапол. Чужденците в този район работят предимно в сферата на туризма и на домашните услуги поради гъстотата на населението, по-ниския стандарт на живот в сравнение със северните и централните части на страната и поради високия процент на престъпност в региона.

## Неаполитански език
Неаполитанският е романски език, който заедно с италианския се говори в Южна Италия. В различните си вариации неаполитанският език се говори от населението в регионите Кампания, Базиликата, Абруцо, Молизе, Пулия, северната част на Калабрия и южната част на Лацио. Това са регионите, които по време на Кралството на двете Сицилии са се намирали от източната страна на фара на Месина, където именно неаполитанският е бил официален език. Докато сицилианският е бил официален език на територията, намираща се западно от фара – днешна Сицилия.
Неаполитанският език е определен от ЮНЕСКО като отделен език по всички критерии. Той, подобно на италианския, произхожда от латинския език.

## Култура
Неапол е градът с най-дългогодишната история и най-запазените културни, музикални и езикови традиции на територията на Италианската република. От кулинарна гледна точка в него са родени както световноизвестната пица, така и типът паста, наречен „спагети“. Историческият център на града е включен в Списъка на световното културно и природно наследство на ЮНЕСКО. Сред най-известните забележителности в Неапол фигурират Националната галерия Каподимонте, Националният археологически музей, Музеят „Сан Мартино“, Театърът „Сан Карло“, кварталите Позилипо и Вомеро, Вила Флоридиана, замъците Маскио Анджоино, Капуано и Кралският дворец, разположен на известната Пиаца дел Плебишито. В квартал Позилипо се намира Вила Розбъри, която е една от трите резиденции, с които разполага Президентът на Републиката. Световноизвестни забележителности са и вулканът Везувий заедно със заобикалящия го национален парк, разположен южно от града, и вулканичният парк Кампи Флегреи, разположен на северозапад. От особен интерес за посетителите са и кварталите Авоката и Монтекиари, по-известни като „Испанските квартали“, където, както преди пет века така и днес, в поредица от тесни улички, притиснати от антични постройки, около 14 хил. души живеят потопени изцяло в хаотичността и претрупаността на автентичната неаполитанска култура и неаполитански начин на живот.
Вторият по големина град на територията на провинцията след административния център е Джуляно ин Кампания с население от 125 058 жители (към 31 декември 2019). Сред забележителностите в него са множеството антични църкви като Анунциата, Санта София, Сан Никола, Санта Мария делле Грацие, Сан Джовани ал Кампо, археологическият парк, сградата на Палацо Пинели, построена през 1545 г., както и Градският парк, на чиято територия са засадени различни екзотични видове растения. В Джуляно ин Кампания всяка година се провеждат и два престижни музикални фестивала: Agorà Jazz Festival и Liberevocifestival.
В град Казория, който де факто е продължение на Неапол в посока север, се намира един от най-важните музеи на модерното изкуство в страната, като някои от скулптурите са изложени и в градския парк, където могат да бъдат разгледани гратис. Ачера от своя страна е един от най-старите градове в региона. Той е бил населяван още в праисторически времена заради богатата му фауна и водни находища. Градът е и епархийско седалище от XI век насам. В североизточната му част са разположени останките от автентичния етруски град Суесола.
Друг град от особено историческо значение е Нола, чиито първи основи са били положени от авзоните през VII век пр.н.е. За неговата богата история свидетелстват Ноланският историческо-археологически музей, Епархийският музей, Римският амфитеатър Латерицио, дворецът Орсини и катедралата Санта Мария Асунта. В град Мариляно се намира Херцогският дворец, в който между XVII и XVIII век е живяла известната фамилия Мастрили, като днес той е седалище на Съвета на сестрите викентинки. В близкия град Кайвано се намира една от най-важните църкви в Кампания – Светилището на Пресвета Мария от Кампильоне.
На брега на Тиренско море или по-конкретно на Неаполитанския залив, в непосредствена близост до вулкана Везувий, са разположени градовете Торе дел Греко и Торе Анунциата. Първият е наричан още „Градът на Джакомо Леопарди“, тъй като в него поетът е сътворил произведенията „Джинестра“ и „Лунният залез“ малко преди смъртта си. Забележителни в Торе дел Греко са и Базиликата Санта Кроче, построена през XVI век, Историческият музей, намиращ се в сградата на Държавния институт на изкуствата „Франческо Дени“, Музеят на играчките и Морският музей. Историческата част на град Торе Анунциата от своя страна, подобно на Испанските квартали в Неапол, и до днес пази непокътнат облика си на типично неаполитанско селище. Градът, включен вписъка на ЮНЕСКО за Световното културно и природно наследство, разполага с 18 църкви, сред които най-известна е базиликата Аве Грация Плена, както и с 5 театъра, сред които изпъкват Политеама и Метрополитън (вече Terzo Ordine del Molini del Conte), където много музикални звезди изнасят своите концерти. Изключително посещаван от туристите обект са и Везувианските лечебни бани. В Торе Анунциата е родена най-известната съвременна певица на неаполитански песни – Мария Национале. В непосредствена близост е разположен и Помпей – градът, опустошен от изригването на Везувий през 79 г. сл.н.е. Днес той е включен в списъка на ЮНЕСКО за Световното културно и природно наследство.
През летните месеци най-посещаван е град Соренто, разположен върху Сорентинския полуостров, на 46 км от Неапол. Соренто освен със своите плажове привлича туристите и със своето архитектурно очарование, засвидетелствано от катедралата, носеща името на светците Филип и Яков, реставрирана през XV век, църквите Мадона дел Кармине, Сан Паоло, Сан Франческо от Асизи, базиликата Сан Антонио. В музея Кореале ди Теранова са изложени антични гръцки и римски находки, колекция от порцеланови статуи от Каподимонте и картини от периода XVII – XIX век.
В зоната на парка Кампи Флегреи, на брега на Неаполитанския залив, се намира град Поцуоли. Това е един от малкото градове в света, които разполагат с два римски амфитеатъра. Според историческите сведения по-големият от тях – Флавио е построен по времето на император Нерон. В града се намира и една от най-старите въздухоплавателни академии, функционираща от 1923 г. Лаго д'Аверно – езеро от вулканичен произход в античността се е смятало за „врата на Ада“ поради особено тъмния му цвят – следствие от това, че дъното му всъщност е вулканичен кратер.

### Неаполитанска песен
Неаполитанската песен (на италиански: Canzone napoletana) е един от поджанровете на популярната музика, произхождащ от Неапол. Репертоарът се заражда през XIII век, когато населението на Неапол обединява страстта си към поезията и груповото вокално изпълнение, и по този начин изразява нещо като спонтанно обръщение към слънцето, запитвайки го защо светът е толкова красив, а животът толкова труден. През XIV век, когато неаполитанският се превръща в официален език, многобройни музиканти, вдъхновени от хорските припеви, започват да композират вече оформени балади. През XV век се заражда т.нар. виланела, по-късно наречена канцонета, а през XVI неаполитанската музика става популярна на територията на целия европейски континент. Неаполитанският репертоар от периода между 1839 г. и 1970 г. е наричан „Класическа неаполитанска песен“. В началото на XIX век се зараждат първите музикални магазини и това допринася допълнително за популяризирането на канцонетите.
През 1970-те г. неаполитанската песен се преобразява, за да се впише в музикалната обстановка на времето си. Така се ражда мелодраматичният или т. нар. „театрално-музикален жанр“ на песента. Символ на тази ера е Марио Мерола – един от най-именитите изпълнители в историята на неаполитанската музика. Следват го Пино Мауро, Марио Треви и Марио Да Винчи. През 1980-те г. в неаполитанската музика навлиза съвременният поп жанр, като за основоположник се смята певецът Нино Д'Анджело, който по онова време продава милиони копия от албумите си и изнася концерти в международен мащаб, препълвайки както залата Олимпия в Париж, така и Медисън Скуеър Гардън в Ню Йорк и стадиона Уембли в Лондон. През 1990-те г. изгрява звездата на Мария Национале, често определяна като символ на Неапол заради невероятната виртуозност на гласа ѝ, съчетана с типичното средиземноморско женско излъчване.
Що се отнася до класическия репертоар от неаполитански песни, той продължава да присъства стабилно в музикалното пространство през годините, най-вече заради изпълненията му от най-великите тенори на XX век като Лучано Павароти, Андреа Бочели, Пласидо Доминго и Хосе Карерас. Сред неаполитанските изпълнители, прочули се през последното десетилетие, изпъква най-вече името на Джиджи Д'Алесио.
Що се касаде музикалните инструменти, символът на неаполитанската музика е мандолината. Доста често присъстват китарата и тамбурата.
Най-прочутите неаполитански хитове в международен мащаб са „O Sole Mio“ и „Caruso“, втората написана и изпята в оригинал от Лучо Дала през 1986 г. Други популярни класики са Reginella, Maruzzella, Fenesta Vascia, O surdato nnamurato, Era de Maggio, Serenata Napoletana, A Cartulina e Napule и др.

### Неаполитанско кино
Неаполитанското кино е популярно в цял свят. Сред най-известните филми фигурират „Чочарка“ (1960 г.) на режисьора Виторио Де Сика, за който София Лорен печели Оскар като най-добра актриса. Друга класика е „Златото на Неапол“ (1954 г.), отново режисиран от Де Сика и с участието на София Лорен. През 1980-те г. режисьорът Алфонсо Бреша заснема два особено успешни мелодраматични филма с участието на Марио Мерола и Ида Ди Бенедето – „Предателство“ и „Клетва“ – и двата от 1982 г. Ида Ди Бенедето е муза на режисьора Салваторе Пишичели, който я режисира в пет свои филма. През последните две десетилетия множество неаполитански артисти се изявяват както като актьори, така и като режисьори на поредица от филми, които продължават да жънат успех в киносалоните и да поддържат висок интереса, най-вече към неаполитанската комедия. Сред най-популярните имена са Алесандро Сиани и Винченцо Салеме. През 2008 г. световна слава придобива филмовата адаптация на книгата „Гомор“ на Роберто Савиано, режисирана от Матео Гароне, която разказва за жестоката местна реалност през последните години (виж по-долу).

### Неаполитанска литература
Сред легендарните неаполитански автори фигурират имената на Едоардо Де Филипо, Салваторе Ди Джакомо и Гаетано Ди Майо. Най-известният писател на новото време е Роберто Савиано.

## Престъпност
Престъпността в Метрополен град Неапол е много висока. От много години насам начинът на живот, администрацията и отраслите на територията му, както и на теригорията на региона, са силно повлияни от присъствието на криминалната организация Камора, която понастоящем е най-опасната групировка от мафиотски тип в Европа и една от най-опасните в света. Само на територията на Неапол функционират 40 камористки клана, а в заобикалящите го населени места в провинцията – други 55. Дейността е концентрирана главно върху трафика на наркотици, нелегалната проституция, уличните и домашните кражби, трафика и горенето на токсични отпадъци. В неаполитанската камора няма йерархия, т.е. всеки клан оперира сам за себе си и е в конкуренция с останалите. Това е една от причините често да има кървави сблъсъци между бандите, по време на които често се извършват и убийства на невинни лица. Кварталите Скампия и Секондиляно в северен Неапол сформират едно от най-големите огнища за трафик на наркотици в света.

### Земя на огньовете
Изразът „Земя на огньовете“ (на италиански: Terra dei fuochi) се използва като индикация на зона, намираща се в региона Кампания, на територията на Метрополен град Неапол и на провинция Казерта. За първи път това определение е употребено през 2003 г. в доклад на италианската еко организация Legambiente. Тази зона се характеризира с нелегалния трафик на отпадъци, опасни за човешкия живот и околната среда. „Земята на огньовете“ обхваща площ от 1076 кв. км, на чиято територия са разположени 57 малки и големи града, сред които и двата административни града – Неапол и Казерта – също силно засегнати от замърсяването. Общият брой на населението надминава 2 милиона души. В провинция Неапол се намира и т.нар. „Триъгълник на смъртта“ – разположен между градовете Ачера, Мариляно и Нола. Това наименование произхожда от изключително високия процент на ракови заболявания сред населението там вследствие на замърсяването. На територията на „земята на огньовете“ се извършва нелегален трафик на индустриални, токсични и ядрени отпадъци, който се управлява от клановете на Камора. От около 30 г. насам вредните отпадъци, произхождащи от Северна Италия и чужбина, се заравят в почвата или се изхвърлят директно върху нея.
На територията на „земята на огньовете“ ежедневно се горят отпадъци, откъдето идва и въпросното прозвище на участъка. В полята между градовете или в техните периферии биват изгаряни множество автомобилни гуми, текстилни тъкани, кабели, мебели, домакински електроуреди и др., като палежите образуват огромни облаци токсичен дим, които се разпространяват и по територията на населените места. Обикновено тези процедури се извършват по всяко време на денонощието, като много често това се случва през нощните часове, за да не бъдат забелязани подпалвачите. Особено активно участие в палежите взимат и местните ромски лагери, като една от причините е добивът на медна тел от горенето на кабели. Това явление оказва силно отражение върху здравословното състояние на населението, както поради замърсяването както на въздуха, така и на почвите и водите в областта.
Понастоящем италианското правителство се опитва да въведе ред чрез реформи и декрети, които да доведат до намаляване на замърсяването на територията, но поради мащабното присъствие на Камората в административното управление на Кампания не е постигнат резултат.